# オキナグサ
オキナグサ（翁草、学名： Pulsatilla cernua ）は、キンポウゲ科オキナグサ属の多年草。

## 特徴
根出葉は2回羽状複葉で、長い柄をもち束生する。小葉はさらに深裂する。茎につく葉は3枚が輪生し、無柄で基部が合着し、線状の裂片に分裂する。葉や花茎など全体的に白い長い毛におおわれる。花茎の高さは、花期の頃10cmくらい、花後の種子が付いた白い綿毛がつく頃は30-40cmになる。花期は4-5月で、暗赤紫色の花を花茎の先端に1個つける。開花の頃はうつむいて咲くが、後に上向きに変化する。花弁にみえるのは萼片で6枚あり、長さ2-2.5cmになり、外側は白い毛でおおわれる。
白く長い綿毛がある果実の集まった姿を老人の頭にたとえ、翁草（オキナグサ）という。
ネコグサという異称もある。

## 分布と生育環境
日本では、本州、四国、九州に分布し、山地の日当たりのよい草原や河川の堤防などに生育する。国外では、朝鮮半島、中国東北部、ロシア沿海地方に分布する。
かつて多く自生していた草地は、農業に関わる手入れにより維持されていた面があり、草刈などの維持管理がなされくなり荒廃したこと、開発が進んだこと、それに山野草としての栽培を目的とした採取により、各地で激減している。

## 薬効と毒性
全草にプロトアネモニン・ラナンクリンなどを含む有毒植物。植物体から分泌される汁液に触れれば皮膚炎を引き起こすこともあり、誤食して中毒すれば腹痛・嘔吐・血便のほか痙攣・心停止（プロトアネモニンは心臓毒）に至る可能性もある。漢方においては根を乾燥させたものが白頭翁と呼ばれ、下痢・閉経などに用いられる。

## Status
絶滅危惧II類 (VU)（環境省レッドリスト）

## ギャラリー
- 若い果実
- 毛が開出し、風に飛ばされやすくなった果実

## 近縁種
- ツクモグサ（九十九草、学名： Pulsatilla nipponica  ）